# Hipparchia belouini
Hipparchia belouini är en fjärilsart som beskrevs av Charles Oberthür 1921. Hipparchia belouini ingår i släktet Hipparchia och familjen praktfjärilar. Inga underarter finns listade i Catalogue of Life.